# Heinz Klippert
Heinz Klippert (* 1948 in nordhessischen Steina-Willingshausen) ist ein deutscher Pädagoge. Er wurde durch Veröffentlichungen zu Methodik und Schulentwicklung bekannt.

## Leben
Klippert studierte Wirtschaftswissenschaften, promovierte zum Dr. rer. pol. und war danach kurzzeitig als Lehrer und in der Lehrerausbildung tätig. Ab 1977 war er Dozent am Erziehungswissenschaftlichen Fort- und Weiterbildungsinstitut der evangelischen Kirchen in Rheinland-Pfalz (vormals: Lehrerfortbildungsinstitut der evangelischen Kirchen in Rheinland-Pfalz) in Landau in der Pfalz.

## Leistungen
Klippert gehört seit Anfang der 1990er-Jahre zu den führenden Unterrichtsreformern im deutschsprachigen Raum. Im Mittelpunkt seines in mehreren Bundesländern implementierten PSE-Programms (PSE = Pädagogische Schul-Entwicklung) steht das systematische Fördern des Eigenverantwortlichen Arbeitens und Lernens der Schüler und Schülerinnen (EVA) mittels differenzierter, klar strukturierter Arbeits- und Interaktionsprozesse in den Fächern – den sogenannten Lernspiralen.
Kennzeichnend für diese „Lernspiralen“ ist der prozessimmanente Aufbau fachlicher und fachübergreifender Kompetenzen im Sinne der neuen Bildungspläne sowie das differenzierte Fordern und Fördern aller Kinder. Zur Unterfütterung dieses kompetenz- und integrationsfördernden Arbeitsunterrichts hat Klippert ein differenziertes Methodenschulungs-Programm entwickelt und 2018/2019 aktualisiert, um damit die Basis für abgeklärtes methodisches und interaktives Arbeiten der Schülerinnen und Schüler zu verbessern. Diese fachübergreifende Methodenklärung findet im Rahmen spezifischer Trainingstage/Trainingswochen statt und betrifft die drei Bereiche Lern- und Arbeitstechniken fördern, Kommunikationsfähigkeit verbessern und Teamentwicklung im Klassenraum. Diese Trainingstage werden als spezielle Lernsequenzen in unterschiedlichen Jahrgangsstufen eingeplant und durchgeführt.
Zur Implementierung seines übergreifenden PSE-Programms hat Klippert für mehrere Bundesländer programmerfahrene Lehrerfortbildner und Schulentwicklungsberater ausgebildet, die den interessierten Schulen einschlägiges Know-how, Material und Strategiewissen liefern – Seminare für Schulleitungen mit eingeschlossen. Klipperts Programm wurde unter anderem in Nordrhein-Westfalen evaluiert und als wirksames Schulentwicklungsprogramm bestätigt. Auch mehrere österreichische Bundesländer beziehen sich in der Lehrerbildung und Schulentwicklung auf Klipperts Ansätze.

## Rezeption
In der wissenschaftlichen Diskussion sind Klipperts Arbeiten teils umstritten. Es wird hinterfragt, ob das Training von „Methoden“ tatsächlich möglich ist. Die Forschung zum Problem des oft mangelhaften Transfers von Gelerntem auf Anwendungssituationen lässt es problematisch erscheinen, ob es tatsächlich „generische“ Methoden des Lernens und der Informationserschließung gibt, mit denen Menschen sich Wissen aneignen. Auch mangelt es an empirischen Belegen des Erfolgs des „Methodentrainings“.
Klipperts Erfolg sehen einige Autoren darin begründet, dass das Bildungssystem mit oftmals desolater Unterrichtssituation vollkommen überfordert sei und sich deshalb allen Autoren und Trainern zuwende, die Linderung ihres Leidens versprächen. „Entgegen aller[sic!] Verlautbarungen seines Ansatzes bestimmen immer noch die Inhalte die Methoden und nicht umgekehrt“, so Rosemarie Straub und Eugen Troendlin 2005. Klippert verwies auf eine von der Bertelsmann-Stiftung in Auftrag gegebene Evaluationsstudie. Jedoch genüge diese Studie weder wissenschaftlichen Standards noch wurden tatsächliche Wirkungen des Methodentrainings gemessen, so Andreas Vogel 2013.
Neben Messungsproblemen des Erfolgs dürfte auch der richtige Zeitpunkt für die empfohlenen Lernmethoden im pädagogischen Alltag schwer abschätzbar sein. So empfahl Klippert Lehrern 2006 in einem Zeit-Interview, die häufig gewählte Rolle des Alleinunterhalters zu verlassen. Lehrer sollten stattdessen zum Beispiel im Sinne der Lernspirale Schüler motivieren, sich gegenseitig zu helfen, Begriffe zu klären und das Wesentliche herauszuarbeiten. Anschließend sollten sie Inhalte zusammenfassen oder via Los einem Zufallspartner gegenüber einen Vortrag halten. Dies setze aber voraus, dass Lehrer komplexe gruppendynamische Prozesse für den Einsatz dieser Methode richtig erkennten und die Schüler guten Willens seien. Treffe dies nicht zu, könne die Methodenanwendung schnell zu einer Überforderung sowohl von Schülern als auch von Lehrern führen.

## Werke (Auswahl)
- Frieden? Sichern! Anleitung zur Belebung pazifistischen Denkens. 1. Auflage. Westend Verlag, 2024, ISBN 978-3-86489-434-3 (327 S.).
- Die gelähmte Bildungsrepublik. Plädoyer für eine veränderte Reformpolitik. 1. Auflage. Julius Beltz, 2023, ISBN 978-3-407-83226-9 (272 S.).
- Selbstständiges Lernen fördern. Strategien für Schule, Unterricht und Elternarbeit. 1. Auflage. Julius Beltz, 2021, ISBN 978-3-407-63251-7 (201 S.).
- Teamentwicklung im Klassenraum. Bausteine zur Förderung grundlegender Sozialkompetenzen. 11. Auflage. Julius Beltz, 2019, ISBN 978-3-407-63169-5 (254 S.).
- Kommunikations-Training. Bausteine zur Förderung grundlegender Sozialkompetenzen. 14. Auflage. Julius Beltz, ISBN 978-3-407-63119-0 (288 S.).
- Methoden-Training. Bausteine zur Förderung grundlegender Lernkompetenzen. 22. Auflage. Julius Beltz, 2018, ISBN 978-3-407-63066-7 (238 S.).